# William C. McDonald
William C. McDonald, född 25 juli 1858 i Jordanville i Herkimer County, New York, död 11 april 1918 i Santa Fe, New Mexico, var en amerikansk demokratisk politiker. Han var delstaten New Nexicos förste guvernör från 1912 till 1917.
Han gifte sig med Francis McCourt Tarbell och paret fick fem barn.
Hans grav finns på Cedarvalle Cemetery i White Oaks, New Mexico.